# Richard Brooker
Richard Brooker (Inglaterra, 20 de novembro de 1954 – 8 de abril de 2013) foi um dublê britânico nascido na Inglaterra. Ele foi escolhido para ser o terceiro Jason Voorhees no famoso Friday the 13th Part 3, pelo fato de o diretor Steve Miner querer um homem grande: Richard Brooker tinha 1,91 de altura.
Ele é visto originalmente sem nada cobrindo o seu rosto deformado mas, depois, adquire uma máscara de hóquei de uma de suas vítimas: o personagem Shelly, interpretado pelo ator Larry Zerner.